# Guacotecti
Guacotecti est une municipalité du département de Cabañas au Salvador.